# Тез, Лу
Алоизиус Мартин «Лу» Тез (англ. Aloysius Martin "Lou" Thesz, собственно Тес, венг. Thesz, 24 апреля 1916, Банат — 28 апреля 2002, Орландо, Флорида) — американский рестлер.
Он был трёхкратным чемпионом мира NWA в тяжёлом весе и владел этим титулом в общей сложности десять лет, три месяца и девять дней (3 749 дней) — дольше, чем кто-либо другой в истории. Тез считается одним из величайших рестлеров всех времён. В Японии Тез был известен как «Бог рестлинга», его называли «Тэцудзин», что означает «Железный человек», в знак уважения к его скорости, подготовке и опыту в кэтче. Вместе с Карлом Готчем и Билли Робинсоном Тез помогал обучать молодых японских рестлеров и мастеров смешанных единоборств.
Он помог основать Зал славы рестлинга Джорджа Трагоса/Лу Теза, который чествует успешных рестлеров с сильной борцовской подготовкой, и является членом нескольких других Залов славы, включая: WCW, Wrestling Observer Newsletter, рестлинга и WWE.

## Ранняя жизнь
Тез родился в Банате, Мичиган в 1916 году. Его семья переехала в Сент-Луис, когда он был маленьким мальчиком. Его родители — иммигранты из рабочего класса: Мартин, сапожник венгерского и немецкого происхождения, и Кэтрин Шульц, также немецкого происхождения, были выходцами из Австро-Венгерской империи. Тез и его три сестры выросли и говорили дома по-немецки, а английский язык он начал изучать только после того, как в пять лет пошёл в детский сад. В семье Теза говорили и на венгерском языке, но дети его не изучали. Помимо государственной школы, до восьми лет ему приходилось каждую субботу посещать немецкую школу. Он свободно говорил на немецком и английском языках.

## Карьера в рестлинге

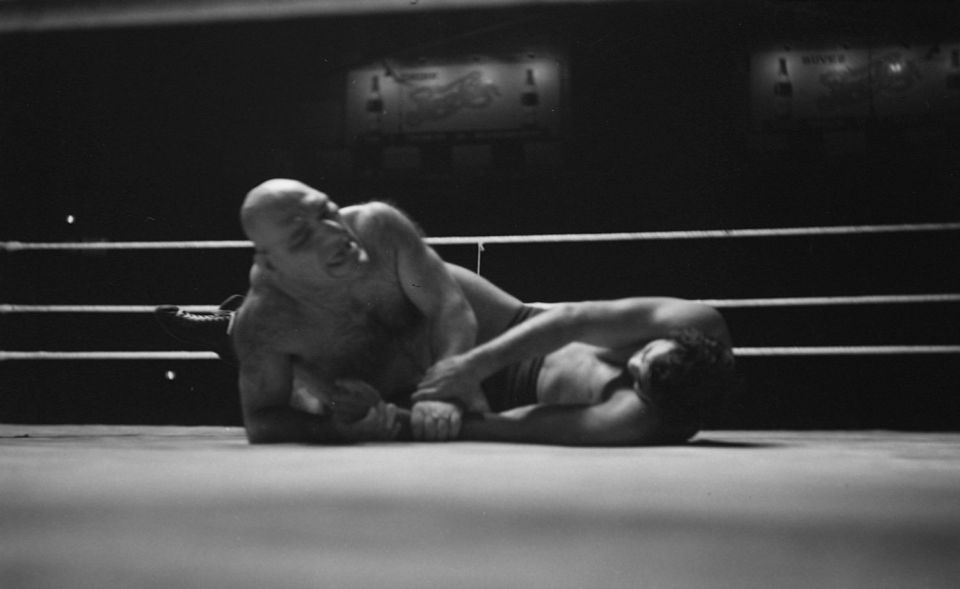
Лу Тез с Французским Ангелом в 1940 году

Тез дебютировал в рестлинге в 1932 году, в возрасте 16 лет, продолжая тренироваться в соревновательной борьбе. Первые пару лет своей карьеры Тез выступал в полупрофессиональной категории. К 1937 году Тез стал одной из самых больших звёзд в Сент-Луисе, а 29 декабря он победил Эверетта Маршалла в изнурительном трёхчасовом матче за титул чемпиона мира в тяжёлом весе American Wrestling Association, благодаря которому в 21 год стал самым молодым чемпионом мира в тяжёлом весе в истории. Есть предположение, что этот матч мог быть настоящим соревнованием по борьбе. Тез позже сказал историку рестлинга Майку Чепмену, что он был приглашён, чтобы бороться на соревновательной основе, что он и сделал, и в итоге выиграл матч, но не был уверен, выиграл ли он на самом деле или Маршалл уступил ему титул. Он выигрывал титул чемпиона мира в тяжёлом весе National Wrestling Association в 1939 году, победив Маршалла, и в 1948 году, победив Билла Лонгсона.
В 1948 году был образован National Wrestling Alliance (NWA), целью которого было принятие единого чемпиона мира для всех различных рестлинг-территорий Северной Америки. Первым чемпионом был назначен Орвилл Браун, действующий обладатель титула чемпиона мира в тяжёлом весе на Среднем Западе. В то время Тез возглавлял промоутерскую компанию, которая была поглощена NWA. Частью сделки был матч за объединение титулов между Брауном и Тезом, который владел титулом чемпиона мира в тяжёлом весе National Wrestling Association. За несколько недель до запланированного поединка Браун попал в автомобильную аварию, которая положила конец его карьере, и он был вынужден отказаться от титула, а NWA отдала его претенденту № 1 — Тезу.

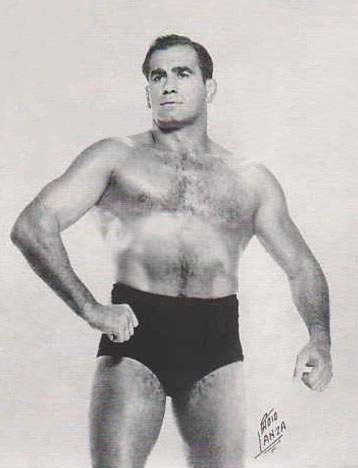
Тез в 1950-х годах

В период с 1949 по 1956 год Тез стремился объединить все существующие мировые титулы в титул чемпиона мира в тяжёлом весе NWA. В 1952 году он победил Барона Микеле Леоне в Лос-Анджелесе за титул чемпиона мира в тяжёлом весе Калифорнии и стал ближе всего к тому, чтобы стать бесспорным чемпионом мира в тяжёлом весе. В 1956 году Тез уступил титул Випперу Билли Уотсону и взял несколько месяцев перерыва, чтобы восстановиться после травмы лодыжки. Через семь месяцев он вернул титул.
1957 год стал важным годом для Теза — 14 июня в матче с гимнастом, ставшим звездой рестлинга, Эдуардом Карпентье, был нанесён первый удар по планам Теза на звание бесспорного чемпиона. Во время матча Тез заявил, что получил травму спины, в результате чего Карпантье был объявлен победителем. Однако NWA решила не признавать смену титула, решив, что титул не может переходить из рук в руки из-за травмы. Несмотря на решение NWA, некоторые промоушены продолжали признавать Карпентьера на титул чемпиона мира NWA в тяжёлом весе. В том же году Тез стал первым борцом, защитившим титул чемпиона мира в тяжёлом весе NWA в Японии, победив Рикидозана в 60-минутном матч. Их первый поединок начался как настоящая борьба, поскольку Рикидозан считал себя намного более сильным рестлером. Тез быстро доминировал над Рикидозаном и легко удержал его. Рикидодзан принял поражение, и они работали до конца матча. Их поединки популяризировали рестлинг в Японии, обеспечив этому виду спорта широкое признание. Понимая, что в стране восходящего солнца он сможет заработать больше денег, Тез обратился к промоутерам NWA с просьбой регулярно защищать чемпионский пояс в Японии, но его просьба была отклонена, и Тез попросил передать титул Дику Хаттону, а не реальному сопернику Теза и более популярному Бадди Роджерсу. Тез отправился в турне по Европе и Японии, называя себя международным чемпионом NWA в тяжёлом весе.
В 1963 году Тез восстановил карьеру, чтобы в возрасте 46 лет выиграть свой шестой титул чемпиона мира в тяжёлом весе у Бадди Роджерса. В 1964 году он встретился с Кинтаро Оки, учеником Рикидодзана, в поединке, который превратился в реальное соревнование по борьбе. Изначально матч планировался до трёх удержаний, но Оки в первом раунде ударил Теза. В результате этого Тез избил его до такой степени, что Оки унесли на носилках. Он удерживал титул NWA до 1966 года, когда в возрасте 49 лет проиграл его Джину Киниски.
В течение следующих 13 лет Тез выступал изредка, завоевав свой последний крупный титул в 1978 году в Мексике, став первым чемпионом в тяжёлом весе Universal Wrestling Alliance в возрасте 62 лет, а через год уступив его Эль Канеку. Тез официально ушёл на пенсию в 1979 году после матча с Люком Грэмом. Он оставался на пенсии 11 лет, а затем провёл свой последний матч 26 декабря 1990 года в Хамамацу, Япония, в возрасте 74 лет против своего протеже Масахиро Тёно. Это делает его одним из двух рестлеров, наряду с Абдуллой Мясником, который выступал в семи разных десятилетиях.

## Личная жизнь
Тез был женат три раза.
Восстанавливаясь после тяжелой травмы колена, полученной в 1939 году, с 1941 по 1944 год работал заводчиком и дрессировщиком собак в организации «Собаки для обороны». Тез был призван в армию в 1944 году, несмотря на травму колена и многочисленные отсрочки по медицинским показаниям. Благодаря своему борцовскому опыту, он преподавал рукопашный бой для медиков до демобилизации в 1946 году.
Тез оставался в прекрасной физической форме и в зрелом возрасте, однако после того, как 9 апреля 2002 года ему была сделана операция по тройному шунтированию для замены аортального клапана, он умер от осложнений спустя несколько недель, 28 апреля, в Орландо, штат Флорида.